# W Sieci Historii
W Sieci Historii – miesięcznik (później dwumiesięcznik) o charakterze historycznym wydawany w Warszawie.
Miesięcznik zastąpił na rynku wydawane od kwietnia 2012 pismo „Na Poważnie”, którego zespół przeszedł do składu nowej redakcji. Początkowo miesięcznik nosił nazwę „Sieci Historii”. Wydaje go spółka Fratria, która równolegle jest wydawcą tygodnika „W Sieci”. Redaktorem naczelnym pisma został prof. Jan Żaryn.

## Historia
Pierwszy numer miesięcznika pisma ukazał się 16 maja 2013 w nakładzie 95 tys. egzemplarzy, a sprzedał w liczbie 55 tys.. Od lipca 2019 r. pismo wychodziło jako dwumiesięcznik. W grudniu 2023 r. wydawca podjął decyzję o zawieszeniu pisma - ostatni numer (1-2/2024) ukazał się w styczniu 2024 r. Łącznie wydano 130 numerów. 
W piśmie publikowali m.in. Marek Jurek, Ryszard Czarnecki, Paweł Kowal, Antoni Dudek, Zofia Zielińska, Jan Dzięgielewski, Paweł Skibiński, Elżbieta Królikowska-Avis, Janina Hera, Piotr Zaremba, Milena Kindziuk, Grzegorz Górny, Izabella Galicka, Marek Barański, Robert Winnicki, Filip Frąckowiak, Barbara Fedyszak-Radziejowska, Jerzy Jachowicz, Piotr Skwieciński, Stanisław Żaryn, Bogdan Musiał, Andrzej Wroński, Włodzimierz Suleja, Jacek Karnowski, Michał Karnowski, Krzysztof Kawęcki, Małgorzata Żaryn, Michał Karpowicz, Piotr Mazurek, Katarzyna Kaczyńska, Agnieszka Żurek, Grzegorz Eberhardt, Marek Jan Chodakiewicz, Marek Klecel, Krzysztof Jasiewicz, Artur Dmochowski, Michał Komuda, Tadeusz Wolsza, Adam Hlebowicz, Piotr Życieński, Teresa Bochwic, ks. Jan Sochoń.